# Miguel Pacheco
Miguel Pacheco Font (Campdevánol, 5 de septiembre de 1931 - Barcelona, 17 de febrero de 2018) fue un ciclista español, profesional entre 1955 y 1966. Sus mayores éxitos deportivos los obtuvo en Vuelta ciclista a España de 1963, con dos triunfos de etapa y donde llegaría a clasificarse tercero en la clasificación general final.

## Palmarés
| 1955 - 1 etapa en la Volta a Cataluña 1956 - 1 etapa de la Vuelta a Asturias 1958 - 1 etapa en la Vuelta a España 1959 - Vuelta a Andalucía - Campeonato Vasco-Navarro de Montaña (hoy G.P. Miguel Induráin) | 1960 - 3.º en la Vuelta a España 1961 - Campeón de España por Regiones 1962 - Trofeo Jesús Galdeano (hoy G.P. Miguel Induráin) - 1 etapa de la Volta a Cataluña 1963 - 3.º en la Vuelta a España, más 1 etapa - 2.º en el Campeonato de España en Ruta |

## Resultados en Grandes Vueltas y Campeonatos del Mundo
Durante su carrera deportiva consiguió los siguientes puestos en las Grandes Vueltas y en los Campeonatos del Mundo en carretera:
| Carrera         | 1955 | 1956 | 1957 | 1958 | 1959 | 1960 | 1961 | 1962 | 1963 | 1964 | 1965 | 1966 |
| --------------- | ---- | ---- | ---- | ---- | ---- | ---- | ---- | ---- | ---- | ---- | ---- | ---- |
| Giro de Italia  | -    | -    | -    | -    | -    | -    | -    | -    | -    | -    | -    | -    |
| Tour de Francia | -    | -    | -    | Ab.  | -    | 69.º | Ab.  | -    | 17.º | -    | -    | -    |
| Vuelta a España | -    | -    | -    | 20.º | -    | 3.º  | 12.º | 4.º  | 3.º  | -    | -    | -    |
| Mundial en Ruta | -    | -    | -    | -    | -    | -    | -    | -    | -    | -    | -    | -    |

Exp: expulsado por la organización

-: no participa 

Ab.: abandono